# Heuvelland
Heuvelland és un municipi belga de la província de Flandes Occidental a la regió de Flandes.

## Seccions
| #    | Nom        | Superfície (km²) | Població (2001) |
| ---- | ---------- | ---------------- | --------------- |
| I    | Kemmel     | 12,99            | 1.170           |
| II   | Wijtschate | 26,24            | 2.109           |
| III  | Wulvergem  | 3,50             | 264             |
| IV   | Nieuwkerke | 17,49            | 1.513           |
| V    | Dranouter  | 10,73            | 703             |
| VI   | Loker      | 6,80             | 572             |
| VII  | Westouter  | 11,64            | 1.422           |
| VIII | De Klijte  | 4,93             | 576             |

## Localització

Mapa de Heuvelland

| - a. Poperinge - b. Reningelst (Poperinge) - c. Dikkebus (Ieper) - d. Vlamertinge (Ieper) - e. Voormezele (Ieper) - f. Hollebeke (Ieper) - g. Houthem (Comines-Warneton) - h. Neerwaasten (Comines-Warneton) - i. Warneton (Comines-Warneton) - j. Mesen - k. Ploegsteert (Comines-Warneton) - l. Niepkerke - m. Belle - n. Sint-Janskappel - o. Boeschepe |

## Personatges il·lustres
- Petrus Plancius, astrònom.
- Lucien Storme, ciclista.